# Chris Solinsky
Chris Solinsky (* 5. Dezember 1984 in Stevens Point) ist ein US-amerikanischer Langstreckenläufer. 2010 lief er als erster nicht in Afrika geborener Athlet die 10.000 Meter in unter 27 Minuten.

## Sportliche Laufbahn

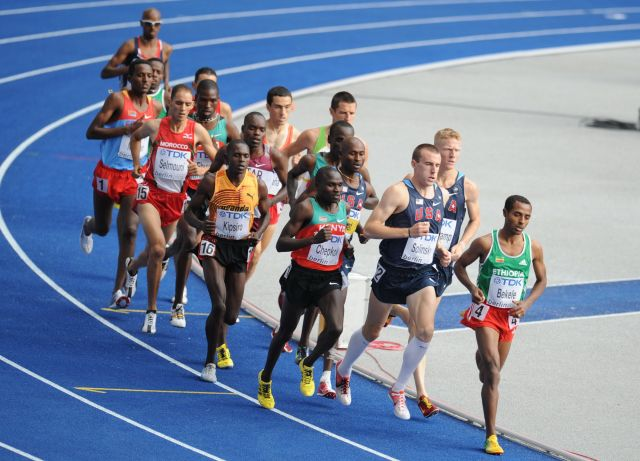
Chris Solinsky (an zweiter Position) bei den Leichtathletik-Weltmeisterschaften 2009 in Berlin

Solinsky machte sich in den Vereinigten Staaten zunächst einen Namen als erfolgreicher High-School- und College-Sportler. Von 2003 bis 2007 studierte er Geschichte und Soziologie an der University of Wisconsin–Madison. Nachdem er die Qualifikation für die Olympischen Spiele 2008 in Peking noch verpasst hatte, wurde er 2009 als Zweiter der nationalen Meisterschaften für die Leichtathletik-Weltmeisterschaften in Berlin nominiert. Dort belegte er im 5000-Meter-Lauf den zwölften Platz. Beim Leichtathletik-Weltfinale in Thessaloniki wurde er über 3000 Meter Sechster.
Internationale Beachtung fand Solinski, als er im Mai 2010 als erster nicht in Afrika geborener Läufer den 10.000-Meter-Lauf in unter 27 Minuten bewältigte. Solinskys Leistung war auch deshalb bemerkenswert, weil es sein Debüt auf dieser Wettkampfdistanz war. Mit seiner Zeit von 26:59,60 Minuten stellte er zudem einen Nordamerikarekord auf, den sein Landsmann Galen Rupp allerdings im folgenden Jahr deutlich unterbieten konnte.
Chris Solinsky lebt in Portland und wird von Jerry Schumacher trainiert. Er wird von KIMbia Athletics betreut und startet für den Oregon Track Club und den Sportartikelhersteller Nike. Mit einer Körpergröße von 1,85 m und einem Gewicht von 73 kg – je nach Quelle werden leicht abweichende Werte genannt – ist er für einen Läufer seiner Leistungsklasse außergewöhnlich kräftig gebaut.